# Prova de Fogo
Prova de Fogo è un film del 1980 diretto da Marco Altberg.

## Produzione
Il film fu prodotto dall' Embrafilme, Filmes do Equador e Luiz Carlos Barreto Produções Cinematográficas.

## Distribuzione
Venne distribuito in Brasile dall'Embrafilme.